# Octobas

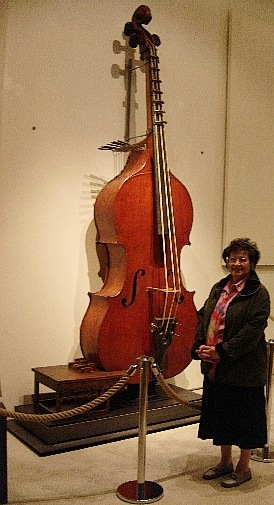
Octobas in het Musée de la Musique in Parijs.

De octobas is het grootste bewaard gebleven strijkinstrument. De octobas werd rond 1850 ontwikkeld door Jean Baptiste Vuillaume. Er zijn door Vuillaume slechts drie exemplaren van vervaardigd: een staat in het Musée de la Musique in Parijs, een in Wenen in het archief en een is in Londen bij een brand verloren gegaan. In de laatste decennia zijn nog enkele kopieën gebouwd.
De octobas in Parijs is 3,48 meter hoog en is gebaseerd op de viola da gamba-familie, als grote broer van de contrabas. De octobas heeft drie snaren, en wat bijzonder is: een soort klampen en een systeem van sleutel en pedalen (deze enkel bij Vuillaume) die de klampen induwen, omdat het met de hand indrukken van de snaren onmogelijk is. De bassist kan daar namelijk niet bij. Het model dat tegenwoordig nog wordt bespeeld, heeft sleutels op 2 meter hoogte die met de hand worden ingedrukt.
De laagste snaar van de octobas is een C, een octaaf onder de lage C (de C-snaar die een contrabas met extensie of vijfde snaar heeft), oftewel een C twee octaven (dus 16,35 Hz) lager dan de C-snaar van een cello. De meeste mensen kunnen deze lage toon niet meer horen: de grens van het hoorbare ligt bij de lage frequenties tussen de 17 en 20 Hz. Deze lage toon is wel te voelen als deze voldoende luid is.
Naar het instrument van J.B. Vuillaume zijn enkele kopieën gebouwd. Een door Pierre Bohr (Milaan), een instrument dat bespeeld wordt door bassist Nicola Moneta (geboren in 1961); Antonio Dattis bouwde in 2007 een instrument dat in een museum in Phoenix (Arizona) staat; instrumentbouwer Jean-Jacques Pagès bouwde een octobas in oktober 2011 die in het 'Musée de la lutherie de Mirecourt' staat; en de Belgen Theo Faes, Luc Faes en Henri Toté bouwden samen in december 2011 een octobas die bespeeld wordt door bassist Ben Faes.
De octobas werd waarschijnlijk in opdracht of naar aanleiding van een compositie van Hector Berlioz gebouwd. De eerste compositie voor octobas was een baspartij in de Messe Solennelle de Sainte Cécile van Charles Gounod. In 2012 schreef Stephane Vande Ginste voor de inauguratie van de Belgische octobas een werkje voor altviool, cello, contrabas en octobas.